# Сливенко, Пётр Павлович
Пётр Павлович Сливенко (укр. Петро Павлович Сливенко; 24 июня 1883, Кременчугский уезд — 23 сентября 1943, Берлин, Третий рейх) — украинский дипломат, чрезвычайный и полномочный посол Украины в Финляндии (1920—1922).

## Биография
Родился 24 июня 1883 года в Кременчугском уезде.
В 1901 году окончил Киевскую военно-фельдшерскую школу, где вместе с Иваном Огиенко сдал экзамены за курс классической гимназии. Проходил службу в Великом княжестве Финляндском, где в 1914 году направлен в Свеаборгскую крепостную артиллерию в составе которой участвовал в Первой мировой войне. Был награждён орденом святого Станислава III степени.
До 1917 года продолжал работать в Свеаборгской крепости, а после Февральской революции, произошедшей в Российской империи в феврале—марте 1917 года, вышел в отставку.
8(21) декабря 1917 года Украинским исполнительным комиитетом Северного фронта (с центром в Пскове) был назначен спецкомиссаром по делам Украинской народной республики в Финляндии.
28 мая 1918 года Генеральным секретариатом международных дел УНР был назначен генеральным консулом Украинской народной республики в Гельсингфорсе, а с 18 сентября по 8 октября 1918 года временно исполнял обязанности посла Украинской державы (до приезда в страну посла Константина Лосского).